# Saut en hauteur masculin aux championnats du monde d'athlétisme en salle 2014
Navigation
2012 2016
Le  concours de saut en hauteur masculin des Championnats du monde d'athlétisme en salle de 2014 s' est déroulé les 8 et 9 mars de cette année à l'Ergo Arena de Sopot (Pologne).

## Légende des tableaux de résultats suivants
- m : mètres
- NM : non mesuré[réf. souhaitée]

Records et Performances
- AR : Record continental (area record)
- CR : Record des championnats (championship record)
- MR : Record du meeting (meet record)
- NR : Record national (national record)
- OR : Record olympique (olympic record)
- PR : Record paralympique (paralympic record)
- PB : Record personnel (personal best)
- SB : Meilleure performance personnelle de la saison (season's best)
- WL : Meilleure performance mondiale de l'année (world leader)
- WJR : Record du monde junior (world junior record)
- WR : Record du monde (world record)

Circonstances et Conditions
- DNF : N'a pas terminé (did not finish)
- DNS : N'a pas pris le départ (did not start)
- DQ : Disqualification (disqualification)
- NM : Aucun essai valable enregistré (No Mark)
- Q : Qualifié « directement » au prochain tour (ou à la prochaine compétition), lors d'une compétition majeure, grâce au classement ou à la réalisation des minima (automatic qualifier)
- q : Qualifié au prochain tour (ou à la prochaine compétition), lors d'une compétition majeure, grâce au repêchage ou à la réalisation de l'une des meilleures performances parmi celles des « non qualifiés directement » (grâce au meilleur temps ou à la meilleure distance par exemple) (secondary qualifier)

## Résultats

### Qualifications
| Rang | Athlète                | Nationalité | 2.16 m | 2.21 m | 2.25 m | 2.28 m | 2.31 m | Résultat | Notes |
| ---- | ---------------------- | ----------- | ------ | ------ | ------ | ------ | ------ | -------- | ----- |
| 1    | Andriy Protsenko       | Ukraine     | o      | o      | o      | o      |        | 2.28     | q     |
| 1    | Daniil Tsyplakov       | Russie      | o      | o      | o      | o      |        | 2.28     | q     |
| 3    | Mutaz Essa Barshim     | Qatar       | xo     | o      | o      | o      |        | 2.28     | q     |
| 3    | Michael Mason          | Canada      | o      | o      | xo     | o      |        | 2.28     | q     |
| 5    | Zhang Guowei           | Chine       | o      | o      | o      | xo     |        | 2.28     | q, SB |
| 6    | Erik Kynard            | États-Unis  | o      | xo     | o      | xo     |        | 2.28     | q     |
| 7    | Marco Fassinotti       | Italie      | o      | o      | o      | xxx    |        | 2.25     | q     |
| 7    | Ivan Ukhov             | Russie      | o      | -      | o      | -      |        | 2.25     | q     |
| 9    | Mihai Donisan          | Roumanie    | o      | xo     | o      | xxx    |        | 2.25     |       |
| 10   | Yu Wang                | Chine       | o      | o      | xo     | xxx    |        | 2.25     |       |
| 11   | Robert Grabarz         | Royaume-Uni | xo     | xo     | xo     | xxx    |        | 2.25     |       |
| 12   | Tom Parsons            | Royaume-Uni | o      | o      | xxo    | xxx    |        | 2.25     |       |
| 13   | Dusty Jonas            | États-Unis  | o      | o      | xxx    |        |        | 2.21     |       |
| 13   | Ali Mohd Younes Idriss | Soudan      | o      | o      | xxx    |        |        | 2.21     |       |
| 15   | Ryan Ingraham          | Bahamas     | o      | xxo    | xxx    |        |        | 2.21     |       |
| -    | Donald Thomas          | Bahamas     | xxx    |        |        |        |        | NM       |       |
| -    | Arturo Chavez          | Pérou       | xxx    |        |        |        |        | NM       |       |

### Finale
| Rang               | Athlète            | Nationalité | 2.20m | 2.25m | 2.29m | 2.32m | 2.34m | 2.36m | 2.38m | 2.40m | Résultat | Notes |
| ------------------ | ------------------ | ----------- | ----- | ----- | ----- | ----- | ----- | ----- | ----- | ----- | -------- | ----- |
| Médaille d'or      | Mutaz Essa Barshim | Qatar       | o     | o     | o     | o     | o     | o     | o     | xxx   | 2,38 m   | AR    |
| Médaille d'argent  | Andriy Protsenko   | Ukraine     | o     | o     | o     | xxo   | x–    | o     | xxx   |       | 2,36 m   | PB    |
| Médaille de bronze | Erik Kynard        | États-Unis  | o     | o     | o     | xo    | o     | x–    | xx    |       | 2,34 m   | SB    |
| 4                  | Daniil Tsyplakov   | Russie      | o     | o     | o     | xo    | x–    | xx    |       |       | 2,32 m   |       |
| 5                  | Marco Fassinotti   | Italie      | o     | o     | o     | xxx   |       |       |       |       | 2,29 m   |       |
| 6                  | Zhang Guowei       | Chine       | xo    | xxo   | xo    | xxx   |       |       |       |       | 2,29 m   | SB    |
| 7                  | Michael Mason      | Canada      | o     | o     | xxx   |       |       |       |       |       | 2,25 m   |       |
| DQ                 | Ivan Ukhov         | Russie      | o     | –     | o     | –     | o     | –     | xxo   | xxx   | dopage   |       |